# Campionati mondiali di karate 1988
La 9ª edizione del campionato mondiale di karate si è svolta al Cairo nel 1988. Hanno partecipato 1157 karateka provenienti da 54 paesi. Per l'Italia ha gareggiato Anna di Cesare, plurimedagliata atleta italiana. 

## Medagliere
| Posizione | Nazione     | Oro | Argento | Bronzo | Totale |
| --------- | ----------- | --- | ------- | ------ | ------ |
| 1         | Giappone    | 7   | 3       | 3      | 13     |
| 2         | Regno Unito | 3   | 4       | 1      | 8      |
| 3         | Paesi Bassi | 2   | 2       | 1      | 5      |
| 4         | Francia     | 2   | 1       | 4      | 7      |
| 5         | Italia      | 1   | 2       | 6      | 9      |
| 6         | Spagna      | 1   | 1       | 4      | 6      |
| 7         | Svezia      | 0   | 2       | 1      | 3      |
| 8         | Stati Uniti | 0   | 1       | 2      | 3      |
| 9         | Germania    | 0   | 0       | 3      | 3      |
| 10        | Norvegia    | 0   | 0       | 1      | 1      |
| 11        | Venezuela   | 0   | 0       | 1      | 1      |

## Podi

### Kata
| Posizione | Karateka       |
| --------- | -------------- |
| 1         | T. Sakumoto    |
| 2         | T. Aihara      |
| 3         | Dario Marchini |

| Posizione | Karateka    |
| --------- | ----------- |
| 1         | Y. Mimura   |
| 2         | H. Yokoyama |
| 3         | K. Jones    |

| Posizione | Nazione  |
| --------- | -------- |
| 1         | Giappone |
| 2         | Italia   |
| 3         | Francia  |

| Posizione | Nazione     |
| --------- | ----------- |
| 1         | Giappone    |
| 2         | Stati Uniti |
| 3         | Italia      |

### Kumite
| Posizione | Karateka      |
| --------- | ------------- |
| 1         | A. Shaher     |
| 2         | N. Simmi      |
| 3         | H. Nozaki     |
| 3         | Stein Rønning |

| Posizione | Karateka    |
| --------- | ----------- |
| 1         | T. Stephens |
| 2         | R. Doran    |
| 3         | F. Muffato  |
| 3         | J. Rubio    |

| Posizione | Karateka      |
| --------- | ------------- |
| 1         | Thierry Masci |
| 2         | F. Egea       |
| 3         | Y. Anzai      |
| 3         | B. Pellicier  |

| Posizione | Karateka   |
| --------- | ---------- |
| 1         | K. Hayashi |
| 2         | T. Hallman |
| 3         | T. Dietl   |
| 3         | J. Galan   |

| Posizione | Karateka      |
| --------- | ------------- |
| 1         | Dudley Josepa |
| 2         | M. Etienne    |
| 3         | J. Egea       |
| 3         | W. Rauch      |

| Posizione | Karateka            |
| --------- | ------------------- |
| 1         | Emmanuel Pinda      |
| 2         | Vic Charles         |
| 3         | Gianluca Guazzaroni |
| 3         | J. Thell            |

| Posizione | Karateka            |
| --------- | ------------------- |
| 1         | Gianluca Guazzaroni |
| 2         | Vic Charles         |
| 3         | K. Aktepe           |
| 3         | Y. Hayashi          |

| Posizione | Karateka       |
| --------- | -------------- |
| 1         | J. Egea        |
| 2         | M. Sailsman    |
| 3         | Emmanuel Pinda |

| Posizione | Karateka    |
| --------- | ----------- |
| 1         | Yuko Hasama |
| 2         | C. Girardet |
| 3         | M. Capechi  |
| 3         | S. Graham   |

| Posizione | Karateka     |
| --------- | ------------ |
| 1         | Akemi Kimura |
| 2         | J. Kurata    |
| 3         | R. Hahn      |
| 3         | G. Halterman |

| Posizione | Karateka        |
| --------- | --------------- |
| 1         | Guus van Mourik |
| 2         | Y. Wickberg     |
| 3         | M. Legros       |
| 3         | M. Sartirani    |

| Posizione | Nazione     |
| --------- | ----------- |
| 1         | Regno Unito |
| 2         | Paesi Bassi |
| 3         | Spagna      |
| 3         | Italia      |

## Fonti
- (EN) Sito della Federazione Mondiale di Karate, su wkf.net.